# Filippo Piersanti
Filippo Piersanti (Roma, 6 settembre 1960) è un ex ciclista su strada italiano, professionista dal 1982 al 1987, anni in cui corse come individuale. Prese il via a 4 edizioni del Giro d'Italia, oltre a numerose classiche del panorama italiano; tuttavia non ottenne alcuna vittoria (fra i piazzamenti degni di nota, si ricorda il quarto posto al Giro di Romagna 1983 e il quinto al Giro di Toscana 1986).

## Palmarès
- 1981 (dilettanti)

Coppa della Pace - Trofeo F.lli Anelli

## Piazzamenti

### Grandi Giri
- Giro d'Italia

1982: ritirato
1984: ritirato
1985: 103º
1986: 100º